# Gustavo Borges
Gustavo França Borges (ur. 2 grudnia 1972 w Ribeirão Preto) – brazylijski pływak, specjalizujący się w stylu dowolnym, medalista olimpijski i mistrzostw świata.